# Radnice (Ružomberok)
Radnice v Ružomberku je historická novobarokní budova, která vznikla v letech 1895–1898, která byla prohlášena za národní kulturní památku a v níž dnes sídlí Městský úřad Ružomberok. Nachází se na historickém náměstí Andreje Hlinky. V minulosti budova sloužila jako městský dům a fara A. Hlinky.
Na budově je umístěna pamětní tabule na počest britskému publicistovi R.W. Seton-Watsonovi.